# David Ruelle

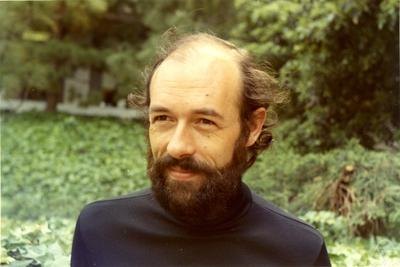
David Ruelle (1973)

David Pierre Ruelle (* 20. August 1935 in Gent, Belgien) ist ein belgisch-französischer Physiker, Mathematiker und Hochschullehrer. Sein Hauptarbeitsgebiet ist die Mathematische Physik. Er lieferte  wichtige Beiträge zur Statistischen Mechanik, Quantenfeldtheorie und Chaostheorie.

## Leben
Ruelle studierte zunächst an der Universität Mons Bauingenieurwesen (Diplom 1955) und daneben Physik und Mathematik, was er an der Université Libre de Bruxelles fortsetzte. 1957 erhielt er sein Diplom in Physik, 1959 promovierte er bei Res Jost an der ETH Zürich über axiomatische Quantenfeldtheorie. Nach dem Wehrdienst 1959–1960 wurde er Assistent und Privatdozent in Zürich. 1962 bis 1964 und 1970 bis 1971 war er Mitglied des Institute for Advanced Study in Princeton. 1964 bis zu seiner Emeritierung 2000 war er Professor am Institut des Hautes Études Scientifiques (IHES) in Bures-sur-Yvette bei Paris, wo er heute eine Ehren-Professur hat. Seitdem war er u. a. Gastprofessor an der Rutgers University.
Ruelle ist seit 1960 verheiratet und hat drei Kinder. Er ist seit 1984 französischer Staatsbürger.

## Werk
Ruelle leistete fundamentale Beiträge zur mathematischen Untersuchung der statistischen Mechanik, zur Theorie dynamischer Systeme und zur Chaostheorie. Bekannt sind seine Untersuchungen von strange attractor-Phänomenen dynamischer Systeme (den Begriff führte Ruelle ein mit Floris Takens) und damit zusammenhängend das Ruelle-Takens Szenario der Turbulenzentstehung. Davor ging man mit Lew Landau (1944) meist von einem Weg ins Chaos (bzw. Turbulenz bei Flüssigkeiten) über die Anregung einer immer größeren Zahl von unabhängigen Moden („Wirbeln“) aus. Nach Ruelle/Takens ergab sich die Möglichkeit eines ganz anderen, sprunghaften Übergangs in wenigen Schritten. Der Phasenraum kontrahiert auf das niedrigdimensionale fraktale Gebilde eines „Strange Attractors“. Qualitativ wurde dieser plötzliche Übergang von Harry Swinney und Jerry Gollub (Physical Review Letters Band 35, 1975, S. 927) am Beispiel der Taylor-Couette Strömung zwischen zwei gegeneinander rotierenden Zylindern bestätigt. Später wurden auch andere mögliche Wege ins Chaos (wie Periodenverdopplung nach May, James Yorke u. a., Intermittenz) gefunden. Welcher Weg bei der Turbulenz von Flüssigkeiten eingeschlagen wird, ist nach wie vor unbekannt.

## Preise und Mitgliedschaften
Ruelle ist seit 1985 Mitglied der französischen (Académie des sciences) und seit 2002 der US-amerikanischen Akademie der Wissenschaften (National Academy of Sciences). Seit 2003 ist er Mitglied der Accademia Nazionale dei Lincei, er ist Mitglied der Academia Europaea (1993), Fellow der American Mathematical Society und er ist seit 1992 Ehrenmitglied der American Academy of Arts and Sciences.
- 1974 Boris Pregel Award der New York Academy of Sciences
- 1979 Prix Albert 1er de Monaco der Academie des Sciences
- 1985 Dannie-Heineman-Preis für mathematische Physik
- 1986 Boltzmann-Medaille
- Boltzmann Forschungspreis des Landes Steiermark und der Universität Graz
- 1995 Holweck-Preis
- 2004 Matteucci-Medaille
- 2006 Henri-Poincaré-Preis
- 2014 Max-Planck-Medaille
- 2022 Dirac-Medaille (ICTP)[2]
- 2022 David M. Lee Historical Lecture

1989 wurde er Ritter der Ehrenlegion. 1983 hielt er einen Plenarvortrag auf dem Internationalen Mathematikerkongress (ICM) in Warschau (Turbulent Dynamical Systems) und 1970 war er Invited Speaker auf dem ICM in Nizza (Etats d´equilibre des systemes infinis en mecanique statistique).

## Werke
- Zufall und Chaos. Springer (zuerst frz. 1991)
- Statistical mechanics- rigorous results. New York, Benjamin 1969
- Thermodynamic formalism. Addison-Wesley 1978
- Dynamic Zetafunctions and piecewise monotone maps of the interval. American Mathematical Society, 1994
- Turbulence, strange attractors and chaos. World Scientific 1995 (reprints)
- Chaotic evolution and strange attractors. Cambridge 1989
- Elements of differentiable dynamics and bifurcation theory. Academic Press 1989
- mit F. Takens: On the nature of turbulence. In: Communications in Mathematical Physics. Band 20, 1971, S. 167–192, errata Band 23, 1971, S. 343
- Strange attractors. Mathematical Intelligencer 1980
- mit J.-P. Eckmann: Ergodic theory of chaos and strange attractors. In: Reviews of Modern Physics. Band 57, 1985, S. 617
- On the asymptotic condition in Quantum Field Theory. In: Helvetica Physica Acta. Band 35, 1962, S. 147–163 (Haag-Ruelle Theorie)
- Turbulence, Strange Attractors and Chaos (Reprints seiner Aufsätze), World Scientific, Singapur 1995
- Wie Mathematiker ticken. Springer, 2010 (zuerst engl. The Mathematician's Brain. Princeton University Press 2007)